# Marguerite Dockrell
Marguerite Dorothy Dockrell (Dublino, 10 marzo 1912 – Northampton, 9 settembre 1983) è stata una nuotatrice irlandese.
Ha fatto parte dell'Irlanda, che ha partecipato, ai Giochi di Amsterdam 1928, alla gara dei 100m stile libero.
Era sorella e nipote rispettivamente dei nuotatori olimpici Hayes e George Dockrell.